# Eulalia av Spanien

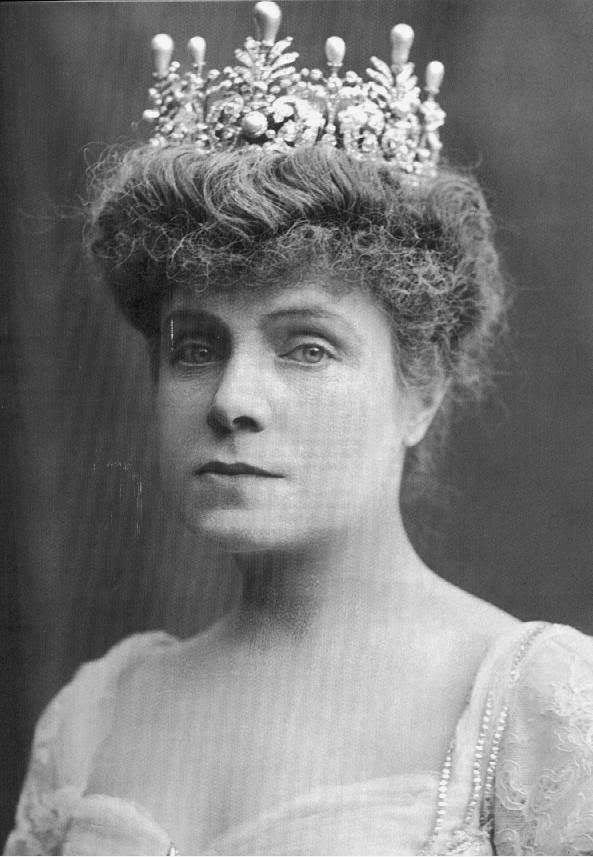
Eulalia av Spanien

Eulalia av Spanien, född 12 februari 1864, död 8 mars 1958, var en spansk infantinna (prinsessa) och författare. Hon fick genom giftermål titeln hertiginna av Galliera. Hon var dotter till Isabella II av Spanien och gift med sin kusin Antoine av Bourbon-Orléans, hertig av Galliera.
Eulalias mor blev avsatt 1868, och hon levde sedan i Frankrike fram till att hon kunde återvända till Spanien under broderns regeringstid .Hon beskrivs som en kultiverad och stark personlighet. Hon gifte sig 1886 i Madrid med sin kusin, den franska prinsen Antoine av Bourbon-Orléans: paret levde i Spanien och deltog i representation för det spanska kungahuset. År 1893 gjorde hon två uppmärksammade statsbesök, på Cuba och i USA, med maken.
Äktenskapet var olyckligt, och Eulalia hade alltför stark integritet för att finna sig i makens ständiga otrohet. Paret separerade 1893 och undertecknade 1901 formella separationshandlingar.
Eulalia blev med tiden en kontroversiell och frispråkig politisk debattör. Hon skrev artiklar åt utländska tidningar och publicerade 1912 en bok om sina politiska åsikter kring socialism och könens jämlikhet, mot sin brorsons, den spanske kungens, vilja.

## Barn
- Alfonso av Bourbon-Orléans, infant av Spanien , hertig av Galliera (1886-1975); gift 1909 med Beatrice av Edinburgh, prinsessa av Storbritannien och Irland, prinsessa av Sachsen-Coburg-Gotha (1884-1966)
- Luiz Fernando, infant av Spanien (1888-1945); gift 1930 med Marie Say (1875-1943)

## Verk
- Au fil de la vie (Paris: Société française d'Imprimerie et de Librarie, 1911), The Thread of Life (New York: Duffield, 1912)
- Court Life from Within (London: Cassell, 1915; reprinted New York: Dodd, Mead, 1915)
- Courts and Countries After The War (London: Hutchinson, 1925; reprinted New York: Dodd, Mead, 1925)
- Mémoires de S.A.R. l'infante Eulalie, 1868-1931 (Paris: Plon, 1935). Memoirs of a Spanish Princess, H.R.H. the Infanta Eulalia (London: Hutchinson, 1936; reprinted New York: W.W. Norton, 1937)